# Theodore Tartakover
Theodore Tartakover (ur. 22 października 1880 w Hay, zm. 16 lipca 1945 w Manly) – australijski pływak, kraulista, olimpijczyk. Brał udział w igrzyskach w Londynie w 1908 oraz w igrzyskach w Sztokholmie w 1912 roku, gdzie startował w wyścigach na 100 i 400 metrów stylem dowolnym (faza eliminacyjna). W 1908 startował w także w sztafecie 4 × 200 stylem dowolnym, gdzie zajął z drużyną czwarte miejsce.